# Hollandia közszolgálati médiarendszere
Hollandia közszolgálati médiarendszere (hollandul: Nederlandse Publike Omroepbestel) több közszolgálati rádió és televíziótársaságot foglal magában. Ezeket a társaságokat az NPO (Nederlandse Publike Omroep) vezeti, ami mint kormányzati szervként működik. Jelenlegi működése a 2008-ban hozott médiatörvény alapján történik, amely megszabja hogy a közszolgálati médiumok vezetését az NPO igazgatósága végezheti.

## Áttekintés
A többi ország közszolgálati médiájával ellentétben a holland se nem országos alapon (mint a BBC, France Télévisions), se nem föderatív alapon (mint az ARD, SRG SSR), se nem kormányzati és tagok támogatásából nem működik (mint a PBS), hanem különböző alulról jövő kezdeményezések nyomán alakult ki. A közszolgálati média különböző szervezetek együttműködéséből jött létre,  ez a szervezeti felépítés a Hollandiában jellemző pillarizáció nyomán alakult ki a 20. század első felében. Ennek értelmében a holland társadalom különböző vallási (katolikusok és protestánsok főképp) és politikai  irányzatainak megvoltak a saját szervezetei, oktatási intézményei, újságjai, szakszervezetei, sportegyesületei és közszolgálati műsorszórója, amik egymás mellett párhuzamosan léteztek.
A legfőbb cél, hogy a kulturálisan sokszínű holland társadalom minden társadalmi csoportja képviseltesse magát. A különböző médiumnak kiosztott műsoridők aránya megegyezik az egyes társadalmi szervezetek tagjainak számarányával. 2000 óta a rendszer az adófizetők támogatásából működik, felváltva az előfizetői díjon alapuló finanszírozást. A közmédiumokban a reklámidők hosszát 1967 óta törvény szabályozza.

## Története

### (1920-1960)
Az 1920-as évek kezdetén a holland közszolgálati média különböző szervezetek műsorszóróiból jött létre, amik különböző vallások és ideológiák mentén jöttek létre. Ez a különbözőség a pillarizáció értelmében úgy működött, hogy a protestánsoknak, katolikusoknak, szocialistáknak és liberálisoknak mind megvolt a saját iskoláik, egyházuk, sportegyesületeik, szakszervezeteik, kórházaik és politikai pártjaik. Hollandiában 1920-ban jött létre a Hilversum 1 nevű rádióhálózat. Ezt a rádió állomást a különböző ideológián alapuló szervezetek alapították: a liberális AVRO műsorszóró megalapította a HDO (Hilversumsche Draadlooze Omroep) nevű rádióadót. Műsorait az Észak-Hollandban levő Huizen város rádióadótorony közvetítette.
A műsoridőt a különböző vallási és politikai alapon szerveződő rádiós műsorszóróknak bérbe adták: a protestáns NCRV, a katolikus KRO, a szocialista VARA és a progresszív liberális VPRO társaságoknak.
1930-ban a kormány a két rádióállomáson egyforma hosszúságú műsoridőt szabott meg minden műsorszóró részére, így az AVRO, VARA és VPRO elvesztette addigi műsoridejének jelentős részét.
Hollandia náci megszállási ideje alatt bevezették az előfizetői díjat, a kormány sürgette a különböző műsorszórókat, hogy működjenek együtt és így megalakult a Nederlandse Radio Unie (Hollandiai Rádió Unió) és megkezdődtek a közös műsorok készítése. 1950-ben ez a szervezet volt az EBU egyik alapító tagja.
1951-ben kezdődött meg a televíziózás: létrehozták a Nederlandse Televisie Stichting (Holland Televíziós Alapítvány) társaságot, melynek a Nederland 1 és 1964-től a Nederland 2 csatornái voltak.

### (1960-1990)
1967-ben egy új műsorszórókra vonatkozó törvényt hoztak, amiben meghatározták, hogy az aktuális, szórakoztató, kulturális és oktatási műsorokra az egyes műsorszórók tagjainak a számának arányában határozták meg a műsoridők arányát. Az új törvény egyúttal engedélyezte új műsorszórók közszolgálativá válását: az addigi illegálisan működő TROS és Veronica, illetve az evangélikus műsorszóró az EO is tagja lett a társaságnak, hogy a műsorkínálat sokszínűbbé válljon. A reklámbevételeket egy független szerv, a STER kezelte.
A Holland Rádió Unió (NRU) és a Holland Televíziós Alapítvány (NTS) egyesítésével létrejött az NOS (Nederlandse Omroep Stichting, magyarul: Holland Műsorszóró Alapítvány). A NOS feladata elsődlegesen a hír- és sportműsorok készítése volt illetve a teljes hollandiai közszolgálati médiarendszer adminisztratív vezetése és irányítása.
1988-ban született meg egy új médiatörvény, amelynek következtében többé nem volt kötelező a NOS alá tartozó műsorszóróknak, a NOS-tól beszerezni a műsor készítéséhez szükséges eszközöket. Erre a feladatra az NOB nevű magáncéget jelölték ki. A törvény egyben műsorkvótát határozott meg a műsorszóróknak, mely szerint az alábbi kvótákban kellett műsorokat készíteniük:
- 25% hír- és információs műsorok
- 25% szórakoztató és általános tematikájú műsorok
- 20% kulturális műsorok
- 5% oktatási műsorok

Egyben létrehozták a Holland Médiahatóságot (Comissariaat voor de Media), aminek feladata volt a magán és közszolgálati műsorok felügyelete és szabályozása is.

### (1989-2000): A kereskedelmi televíziók megjelenése
1989-ben elindultak a kereskedelmi televíziók: 1989. október 2-án elindult az RTL Véronique csatorna, ami később RTL 4 lett. 1992-ben a kormány törvényben határozta meg a kereskedelmi televíziók számát, aminek következtében elindult az RTL 5 1993-ban. ennek következtében 1994-re az NOS nézettsége 85%-ról 50%-ra esett vissza. Veronica műsorszóró 1994-ban kilépett a közszolgálati médiarendszerből és az RTL csoport tagja lesz. 1996-ra az időközben létrejövő SBS társaság  az RTL csatornáinak a térhódítása miatt, a közszolgálati média piaci részesedése 40%-ra csökkent. A közszolgálati műsorszórók bevételének a növelésére, növelték a reklámidőt. 1995-ben az NOS ketté vált: létrejött az NPS (Nederlandse Programma Stichting), aminek feladata a hír-, háttér- és sportműsorok készítése lett, az NOS pedig a kulturális- és gyermekműsorokért lett felelős.
Az NOS addigi vezetését megszüntették és egy két-háromfős testületet hoztak létre. A testület feladata a stratégiai terv kidolgozása volt illetve a közmédia képviselete volt külső helyszíneken. A műsorok koordinálásának és készítésének a feladata átkerült a rádiós és televíziós műsorszórókhoz. A műsorszóró társaságok beleszólást kaptak a felügyelő bizottság munkájába.

## Jelenlegi tagok

### Alapító tagok

AVROTROS
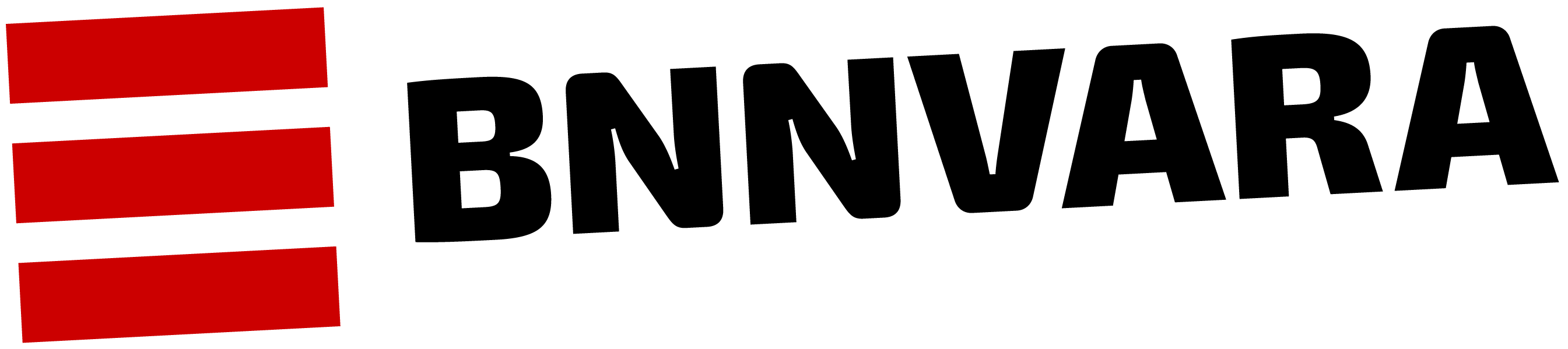
BNNVARA
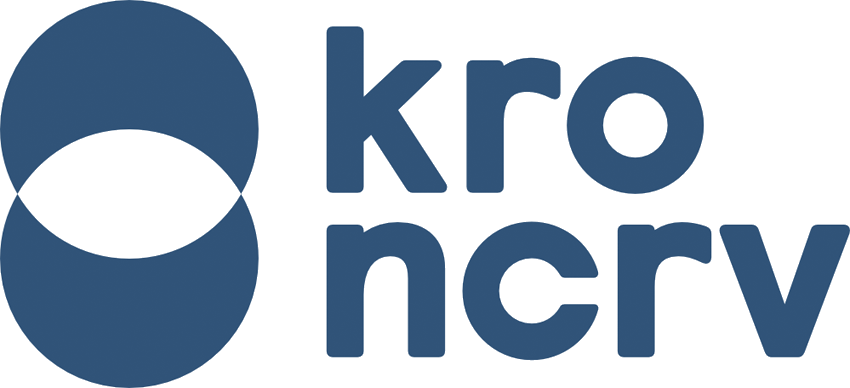
KRO-NCRV
MAX
PowNED
VPRO
WNL

Az alábbi 8 műsorszórók műsorokat készítenek:
- AVROTROS (Algemene Vereniging Radio Omroep – Televisie en Radio Omroep Stichting, magyarul: Általános Rádió Műsorszóró Társaság – Televíziós és Rádiós Műsorszóró Alapítvány): A legrégebb óta működő társaság, melynek feladata a szórakoztató műsorok és a szabadság eszméiségének terjesztése, ez utóbbi a társaság liberális gyökerének köszönhető.
- BNNVARA: (Bart's Neverending Network és Vereniging van Arbeiders Radio Amateurs, magyarul: Rádióamatőr Munkások Szervezete),a BNN egy szervezet, amit Bart de Graaff műsorvezető alapított. A műsorkínálat a fiatal közönséget célozta meg: popzenei és popkultúrális műsorokkal. VARA egy balközép munkáspárti kötődésű társaság, amelynek legnépszerűbb műsora a De Wereld Draait Door (A Föld megbolondult)
- EO (Evangelische Omroep, magyarul: Evangélikus Műsorszóró): Protestáns műsorszóró társaság, mely főleg evangélikus műsorokat készít.
- KRO-NCRV (Katholieke Radio Omroep és Nederlandse Christelijke Radio Vereniging, magyarul: Katolikus Rádió Társaság és Hollandiai Keresztény Rádió Egyesület): A KRO egy katolikus műsorszóró, amely nevével ellentétben világi műsorokat készít és szellemisége inkább liberális. NCRV a fő keresztény műsorszóró, mely felekezetileg a Holland református egyházhoz és politikailag  a Kereszténydemokrata Tömörülés párthoz áll közel.
- MAX: Műsorszóró, ami az 50 éven felüli célcsoportnak készít műsorokat.
- PowNED (Publieke Omroep Weldenkend Nederland En Dergelijke, magyarul: Jól Gondolkodó Hollandok és a Lájkolók Műsorszórója ): Egy 2010-ben alapított műsorszóró, amely a Z generációba tartozó közönségnek készít műsorokat. A műsorszóró a Geenstijl.nl politikai-közéleti blog alapján jött létre.
- VPRO: (Vrijzinnig Protestantse Radio Omroep, magyarul: Szabadelvű Protestáns Rádió Társaság): Progresszív liberális szellemiségű műsorszóró, mely főleg értelmiségi réteg műsorokat készít.
- WNL: (Wakker Nederland, magyarul: Ébredő Hollandia), A De Telegraaf napilap által alapított műsorszóró, amely a Szabadságpárthoz áll közel.

### Feladat-alapú tagok

NOS
NTR

Az 1988-ban elfogadott médiatörvény szerint két közszolgálati műsorszóró működik az országban:
- NOS (Nederlandse Omroep Stichting, magyarul: Holland Műsorszóró Alapítvány): parlamenti tudósításokat, hír és háttérműsorokat készít. A NOS felel a legnézettebb televíziós hírműsor a NOS Journaal készítéséért. 2002-ig a NOS volt Hollandia képviselője az EBU-ban, ezt a feladatot az NPO vette át.
- NTR: 2010-ben alapított műsorszóró, ami kulturális, oktatási, gyermek műsorokat készít.

### Egyéb tagok
- BOS (Boeddhistische Omroep Stichting): Buddhista műsorokat készít.
- Humanistische Omroep (HUMAN): Világi humanista szellemiségű műsorokat készít.

## Televíziós csatornák

### Országos
| Csatorna neve | Tematika                                                  | Indulás dátuma   | Logó |
| ------------- | --------------------------------------------------------- | ---------------- | ---- |
| NPO 1         | hírek, aktuális műsorok, sportközvetítések, nemzeti főadó | 1951. október 2. |      |
| NPO 2         | művészet, kultúra, hírek, politikai háttérműsorok         | 1964. október 1. |      |
| NPO 3         | ifjúsági és innovatív műsorok                             | 1988. április 4. |      |

### Digitális
| Csatorna neve     | Tematika                                          | Indulás dátuma      | Logó                                                          |
| ----------------- | ------------------------------------------------- | ------------------- | ------------------------------------------------------------- |
| NPO 1 Extra       | Szórakoztató és archív műsorok                    | 2006. december 1.   | Bestand:NPO 1 Extra logo 2018.svg                             |
| NPO 2 Extra       | Dokumentumfilmek, művészeti és kulturális műsorok | 2006. szeptember 1. | Bestand:NPO 2 Extra logo 2018.svg                             |
| NPO Zappelin Xtra | Mesecsatorna                                      | 2009. május 30.     | Bestand:NPO 3 Extra logo 2018.png File:NPO Zapp Xtra logo.png |
| NPO Nieuws        | Hírműsorok                                        | 2004. december 1.   |                                                               |
| NPO Politiek      | Parlamenti tudósítások                            | 2006. november      |                                                               |

### Nemzetközi
| Csatorna neve | Tematika                                                                                    | Indulás dátuma  | Logó |
| ------------- | ------------------------------------------------------------------------------------------- | --------------- | ---- |
| BVN           | Műholdon sugárzott csatorna, amely a világ hollandjainak és flamandjainak sugároz műsorokat | 1996. július 1. |      |

## Rádiós csatornák

### Országos
| Csatorna neve         | Tematika                                                                            | Indulás dátuma                 | Logó |
| --------------------- | ----------------------------------------------------------------------------------- | ------------------------------ | ---- |
| NPO Radio 1           | hírek, aktuális műsorok                                                             | 1985; (1947, mint Hilversum 2) |      |
| NPO Radio 2           | felnőtteknek szóló popzenei műsorok                                                 | 1985 (1947, mint Hilversum 1)  |      |
| NPO 3FM               | fiataloknak szóló pop, dance, rock zenei műsorok                                    | 2014 (1965, mint Hilversum 3)  |      |
| NPO Radio 4           | klasszikus zene                                                                     | 2014 (1975, mint Hilversum 4)  |      |
| NPO Radio 5           | időseknek szóló műsorok, popzenei, beszélgetős műsorok; minden este vallási műsorok | 2006 (1983, mint Hilversum 5)  |      |
| NPO Radio Soul & Jazz | soul, jazz és világzenei műsorok                                                    | 2006 (mint NPO Radio 6)        |      |

## Hollandia közszolgálati műsorszóróinak Magyarországon is ismert műsorai
- A hetedik út titka, 1982 (NCRV)
- Alfréd, a kacsa, 1989-1991 (VARA)
- Béku és barátai, 2009-2010 (KRO)
- Fabulácskahírek, 1968-1989 (NOS)
- Muki Doki, 1979-1980 (AVRO)

## Fordítás
- Ez a szócikk részben vagy egészben  a   Dutch public broadcasting system című angol Wikipédia-szócikk ezen változatának fordításán alapul.  Az eredeti cikk szerkesztőit annak laptörténete sorolja fel. Ez a jelzés csupán a megfogalmazás eredetét és a szerzői jogokat jelzi, nem szolgál a cikkben szereplő információk forrásmegjelöléseként.